# Шкшичне
Cкшичне (пол. Skrzyczne)— самая высокая гора Силезских Бескид, в Польше.
Высота — 1257 м. Находится недалеко от города Щирк. На склонах произрастают буковые и хвойные леса.